# Kim Kyoung-soo

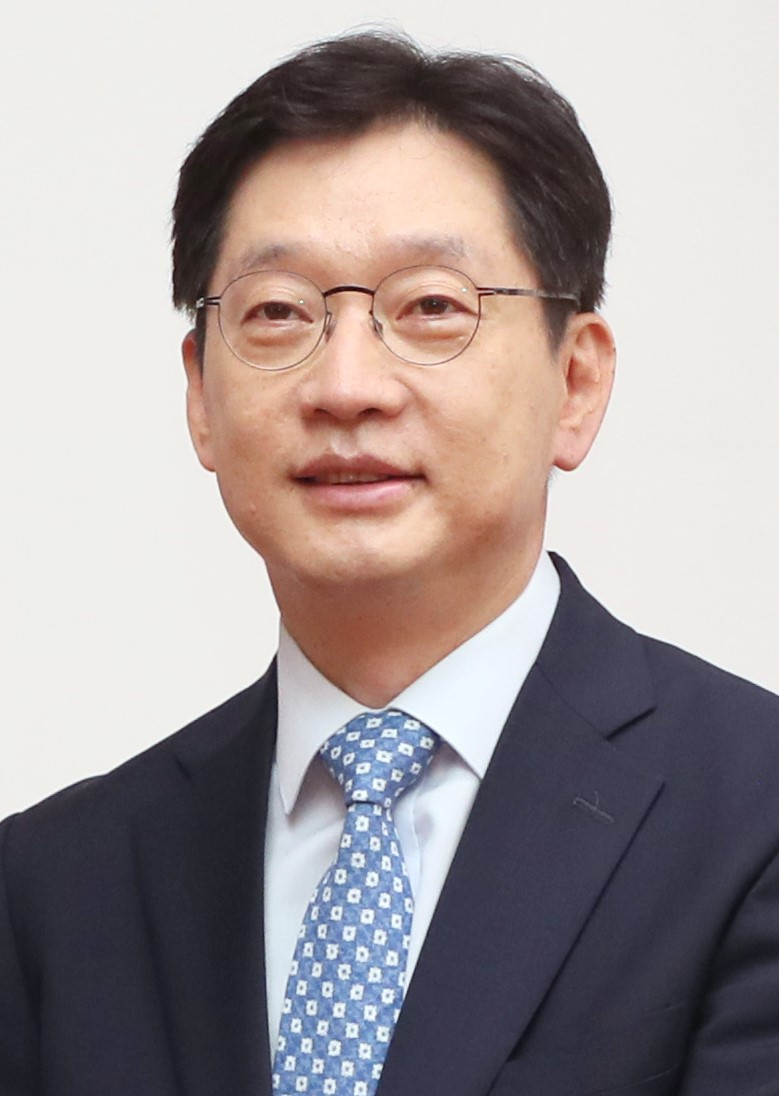
Kim Kyoung-soo

Kim Kyoung-soo (* 1. Dezember 1967 in Goseong) ist ein südkoreanischer Politiker der Deobureo-minju-Partei, der seit dem 1. Juli 2018 als Gouverneur der Provinz Gyeongsangnam-do amtiert.

## Werdegang
Kim studierte Anthropologie an der Seoul National University und wurde 1994 als Berater politisch aktiv. Von 2016 bis 2018 vertrat er den Sitz B der Stadt Gimhae in der Gukhoe. 2018 wurde er zum Gouverneur von Gyeongsangnam-do gewählt.
| Personendaten    | Personendaten |
| ---------------- | --- |
| NAME             | Kim, Kyoung-soo |
| ALTERNATIVNAMEN  | 김경수 (koreanisch, Hangeul); 金慶洙 (koreanisch, Hanja); Gim, Gyeongsu (Revidierte Romanisierung); Kim, Kyŏngsu (McCune-Reischauer) |
| KURZBESCHREIBUNG | südkoreanischer Politiker |
| GEBURTSDATUM     | 1. Dezember 1967 |
| GEBURTSORT       | Goseong, Gyeongsangnam-do, Südkorea                                                                                                  |